# Нойлеэ
Нойлеэ (нем. Neulehe) — община в Германии, в земле Нижняя Саксония.
Входит в состав района Эмсланд. Подчиняется управлению Дёрпен. Население составляло 697 человек (на 31 декабря 2010 года). Занимает площадь 13,62 км².

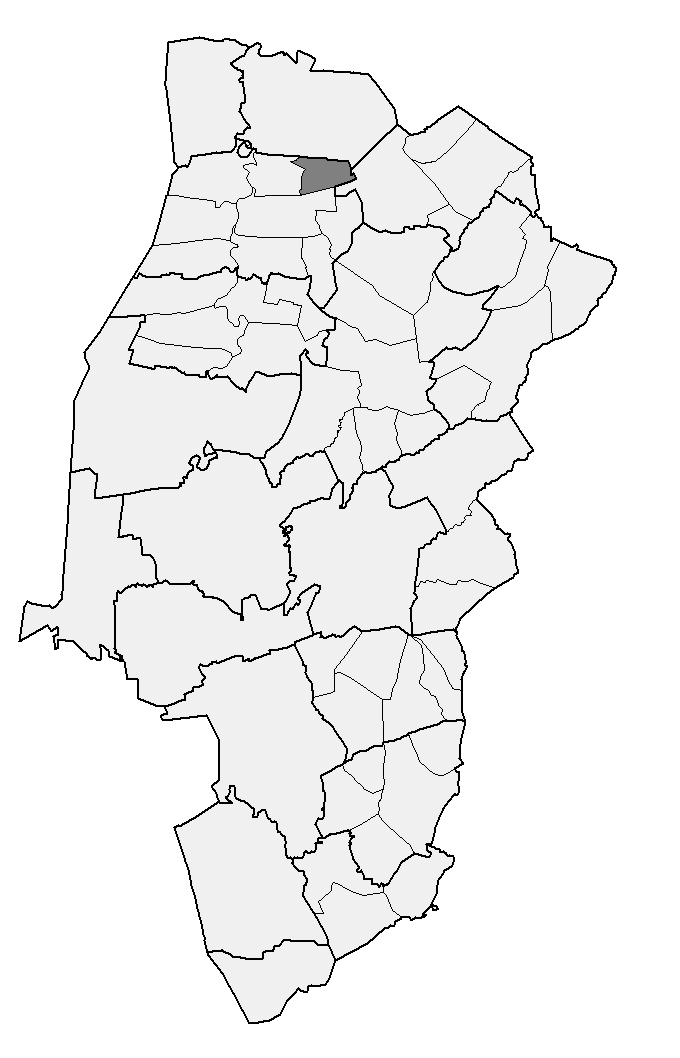
Нойлеэ

| Год  | Население |
| ---- | --------- |
| 1990 | 577       |
| 1995 | 650       |
| 2000 | 674       |
| 2005 | 720       |
| 2010 | 718       |